# EuroBasket de 1937
O EuroBasket 1937 ou FIBA Campeonato Europeu de 1937 foi a II Edição da competição continental de Basquetebol organizada pela sucursal da FIBA na Europa. Os jogos aconteceram entre 2 e 7 de maio de 1937 e foram disputados entre oito equipes sendo que os campeões da edição anterior, a Letónia, sediou esta edição em Riga, sua capital.

## Fase de Grupos

### Grupo A
| # | Seleção  | J | V | D | P+ | P- | SP  |
| - | -------- | - | - | - | -- | -- | --- |
| 1 | Lituânia | 3 | 3 | 0 | 63 | 42 | 21  |
| 2 | Itália   | 3 | 2 | 1 | 52 | 42 | 10  |
| 3 | Estônia  | 3 | 1 | 2 | 79 | 65 | 14  |
| 4 | Egito    | 3 | 0 | 3 | 22 | 67 | -45 |

| 2 de maio 19:00 |                  | Lituânia | 22–20            | Itália |  | Riga Sports Hall, Riga |  |
| 2 de maio 19:00 | Pts: Talzunas 10 |          | Pts: Paganella 8 |        |  | Riga Sports Hall, Riga |  |

| 2 de maio |                 | Estônia | 44–15         | Egito |  | Riga Sports Hall, Riga |  |
| 2 de maio | Pts: Viksten 13 |         | Pts: Tadros 8 |       |  | Riga Sports Hall, Riga |  |

| 3 de maio 20:00 |                 | Lituânia | 20–15          | Estônia |  | Riga Sports Hall, Riga |  |
| 3 de maio 20:00 | Pts: Talzunas 9 |          | Pts: Veskila 9 |         |  | Riga Sports Hall, Riga |  |

| 4 de maio 19:00 |                 | Lituânia | 21–7                       | Egito |  | Riga Sports Hall, Riga |  |
| 4 de maio 19:00 | Pts: Talzunas 9 |          | Pts: Hussein Abdelmoneim 2 |       |  | Riga Sports Hall, Riga |  |

| WO |                      | Itália | 2–0            | Egito |  | Riga Sports Hall, Riga |  |
| WO | Pts: Franceschini 15 |        | Pts: Veskila 7 |       |  | Riga Sports Hall, Riga |  |

| 5 de maio 21:00 |                      | Itália | 30–20          | Estônia |  | Riga Sports Hall, Riga |  |
| 5 de maio 21:00 | Pts: Franceschini 15 |        | Pts: Veskila 7 |         |  | Riga Sports Hall, Riga |  |

### Grupo B
| # | Seleção        | J | V | D | P+ | P- | SP  |
| - | -------------- | - | - | - | -- | -- | --- |
| 1 | Polônia        | 3 | 2 | 1 | 84 | 71 | 13  |
| 2 | Letônia        | 3 | 2 | 1 | 95 | 63 | 32  |
| 3 | França         | 3 | 2 | 1 | 73 | 69 | 4   |
| 4 | Checoslováquia | 3 | 0 | 3 | 49 | 98 | -49 |

| 2 de maio |             | França | 27–24           | Polónia |  | Riga Sports Hall, Riga |  |
| 2 de maio | Pts: Hell 8 |        | Pts: Rozycki 12 |         |  | Riga Sports Hall, Riga |  |

| 2 de maio 20:00 |                 | Letónia | 44–11        | Checoslováquia |  | Riga Sports Hall, Riga |  |
| 2 de maio 20:00 | Pts: Jurcins 18 |         | Pts: Kozak 2 |                |  | Riga Sports Hall, Riga |  |

| 3 de maio 21:00 |              | Polônia | 32–25           | Letónia |  | Riga Sports Hall, Riga |  |
| 3 de maio 21:00 | Pts: Stok 10 |         | Pts: Jurcins 14 |         |  | Riga Sports Hall, Riga |  |

| 3 de maio 22:00 |                   | França | 26–19           | Checoslováquia |  | Riga Sports Hall, Riga |  |
| 3 de maio 22:00 | Pts: Lesmayoux 13 |        | Pts: Dvoracek 7 |                |  | Riga Sports Hall, Riga |  |

| 4 de maio 19:00 |               | Letónia | 26–20            | França |  | Riga Sports Hall, Riga |  |
| 4 de maio 19:00 | Pts: Smits 11 |         | Pts: Lesmayoux 6 |        |  | Riga Sports Hall, Riga |  |

| 5 de maio 22:00 |              | Polônia | 28–19        | Checoslováquia |  | Riga Sports Hall, Riga |  |
| 5 de maio 22:00 | Pts: Stok 11 |         | Pts: Klima 7 |                |  | Riga Sports Hall, Riga |  |

### Fase Semifinal
| 6 de maio |  | Letónia | 2–0 | Egito |  | Riga Sports Hall, Riga |  |

| 6 de maio 19:00 |  | Estônia | 30–20 | Checoslováquia |  | Riga Sports Hall, Riga |  |

| 6 de maio 21:00 |                      | Itália | 36–32             | França |  | Riga Sports Hall, Riga |  |
| 6 de maio 21:00 | Pts: Franceschini 14 |        | Pts: Lesmayoux 11 |        |  | Riga Sports Hall, Riga |  |

| 6 de maio 22:00 |                  | Lituânia | 31–25           | Polônia |  | Riga Sports Hall, Riga |  |
| 6 de maio 22:00 | Pts: Talzunas 21 |          | Pts: Rozycki 10 |         |  | Riga Sports Hall, Riga |  |

### Fase Final

#### Decisão de 7º Lugar
| 7 de maio |  | Checoslováquia | 2–0 | Egito |  | Riga Sports Hall, Riga |  |

#### Decisão de 5º Lugar
| 7 de maio 19:00 |             | França | 27–24           | Polônia |  | Riga Sports Hall, Riga |  |
| 7 de maio 19:00 | Pts: Hell 8 |        | Pts: Rozycki 12 |         |  | Riga Sports Hall, Riga |  |

#### Decisão de 3º Lugar
| 3 de maio 20:00 |                 | Estônia | 41–19        | Letónia |  | Riga Sports Hall, Riga |  |
| 3 de maio 20:00 | Pts: Veskila 13 |         | Pts: Smits 8 |         |  | Riga Sports Hall, Riga |  |

#### Final
| 7 de maio 22:00 |                  | Lituânia | 24–23                | Itália |  | Riga Sports Hall, Riga |  |
| 7 de maio 22:00 | Pts: Talzunas 12 |          | Pts: Franceschini 12 |        |  | Riga Sports Hall, Riga |  |

## Classificação Final

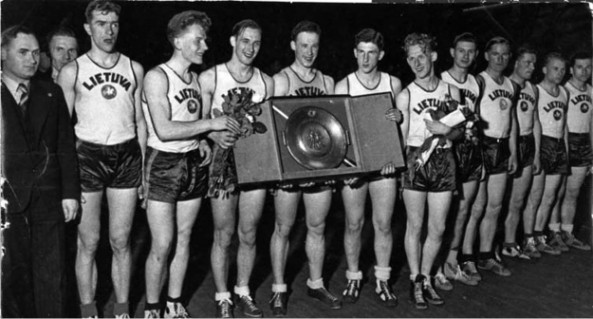
Seleção Lituana campeã no EuroBasket 1937

| # | Seleção        | V-D |
| - | -------------- | --- |
| 1 | Lituânia       | 5-0 |
| 2 | Itália         | 3-2 |
| 3 | Estônia        | 3-2 |
| 4 | Letônia        | 3-2 |
| 5 | França         | 3-2 |
| 6 | Polônia        | 2-3 |
| 7 | Checoslováquia | 1-4 |
| 8 | Egito          | 0-5 |

## Campeões
| EuroBasket 1937 Campeões |
| ------------------------ |
| Lituânia 1º Título       |